# Ihor Klymenko

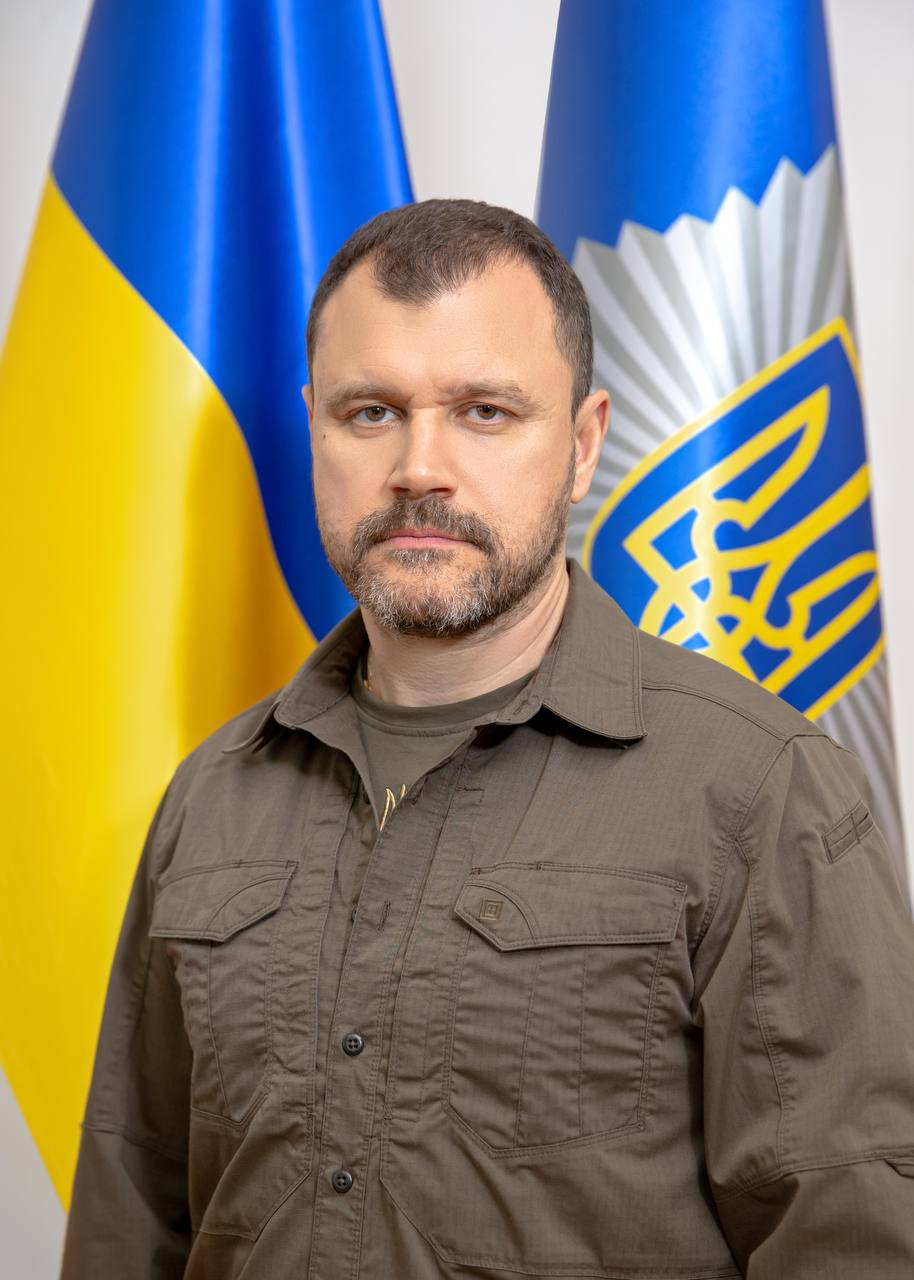
Ihor Klymenko (2023)

Ihor Wolodymyrowytsch Klymenko (ukrainisch Ігор Володи́мирович Клименко; * 25. Oktober 1972 in Kiew, Ukrainische Sozialistische Sowjetrepublik, UdSSR) ist ein ukrainischer Polizeigeneral 1. Ranges und seit dem 7. Februar 2023 Innenminister der Ukraine. Er folgte auf Denys Monastyrskyj. Zuvor war er ab dem 25. September 2019 bis zum 7. Februar 2023 Chef der Nationalen Polizei der Ukraine.

## Biografie
Klymenko wurde am 25. Oktober 1972 in Kiew in der Sowjetunion geboren. Er absolvierte ein Studium an der Militäruniversität Charkiw sowie der Universität Odessa. Er erhielt seinen Master-Abschluss an der Staatlichen Universität für innere Angelegenheiten Dnipropetrowsk. Von 1994 bis 1997 war er bei der Armee. Seit 1998 arbeitet er im Innenministerium der Ukraine. 2013 promovierte er zum Ph.D. in Psychologie und 2019 zum Doktor. Ab 2015 leitete er die Personalabteilung der Nationalpolizei der Ukraine und 2017 wurde er zum stellvertretenden Leiter sowie 2019 zum Leiter der Nationalpolizei ernannt.
Am 18. Januar 2023 wurde er zunächst kommissarischer Innenminister der Ukraine. Die Ernennung fand noch am Tag des Todes seines Amtsvorgängers Denys Monastyrskyj statt. Dieser war zuvor bei einem Hubschrauberabsturz in Browary ums Leben gekommen. Am 7. Februar 2023 erfolgte Klymenkos offizielle Ernennung zum Innenminister.